# 落果
落果（らっか）とは、果実が成熟する前に果樹から離れて落下する現象。またその果実。落果には生理的落果と物理的落果がある。

## 生理的落果
主に樹体の生理的条件が原因となる落果を生理的落果という。
- アケビ
雌雄同株だが自家不結実性があるので1株で育てていると落果が多くなる[2]。
- ウメ
樹勢が強く新梢が強く伸びすぎると果実にいくべき養分を奪い落果が多くなる[3]。
- サクランボ
果樹の前年の貯蔵養分が不足していると落果が多くなる[4]。
- スモモ
果樹の前年の貯蔵養分の不足、若木のときの窒素過多や剪定の多用、日照不足があると落果が多くなる[5]。
- リンゴ
土壌の水分不足、真夏の直射日光、栄養不足、高温などの原因により落果が多くなる[6]。

## 物理的落果
台風による風害や病害虫による虫害など物理的原因による落果を物理的落果という。

### 台風
1991年の平成3年台風第19号は別名「りんご台風」と呼ばれ、東北地方では収穫前のリンゴが強風で落果するなど農林水産業に甚大な被害を与え、この台風被害による支払保険金額は5,680億円に及んだ。

### 地震
2016年10月21日に発生した鳥取県中部を震源とする地震では最大震度6弱を観測し、JA鳥取中央倉吉梨選果場に倉吉市と三朝町から入荷予定だった収穫直前のナシの8割以上が落果したものとみられている。

### 虫害
- カメムシ
ブドウやナシなどに落果被害を及ぼす吸汁性害虫[9]。
- カキノヘタムシガ
カキのヘタを残して食害し落果被害を及ぼす食害性害虫[10]。